# Дубойский сельсовет
Дубо́йский се́льсовет (белор. Дубайскі сельсавет) — административная единица административная единица Пинского района Брестской области Беларуси. Административный центр — деревня Дубое.
Население — 685 человек (2019).

## История
Образован 12 октября 1940 года в составе Жабчицкого района Пинской области. Центр-деревня Дубой. С 8 января 1954 года в составе Брестской области. С 14 октября 1957 года в составе Пинского района. 17 апреля 1959 года в состав сельсовета из Невельского сельсовета передана деревня Перехрестье. 19 марта 2004 года уточнено название центра сельсовета — Дубое.

## Состав
В состав сельсовета входят следующие населённые пункты:
- Беркозы — деревня
- Дубое — деревня
- Кончицы — деревня
- Перехрестье — деревня
- Сосновичи — деревня
- Стаховичи — деревня